# Periodismo de guerra
El periodismo de guerra trata de cubrir historias desde conflictos bélicos cuya cobertura está a cargo de corresponsales de guerra.

## Historia
Desde la Antigüedad clásica, la guerra ha sido contada y representada de mil modos. La Anábasis de Jenofonte es un espléndido reportaje de guerra. Cuando Julio César escribía la Guerra de las Galias la hacía llegar por entregas a Roma para que sus agentes multiplicasen las copias y así se acrecentase su prestigio en la Urbe. A lo largo de la historia del periodismo podemos asistir a una íntima relación entre guerra y medios. Estos no son solo instrumentos de propaganda en el más amplio sentido del término, sino que también se ven beneficiados por ello. Por ejemplo, los periódicos neoyorquinos multiplicaron sus tiradas y se consolidaron durante la guerra de Secesión estadounidense. La CNN se convirtió en lo que es hoy gracias a la guerra del Golfo. Durante la guerra hispanoamericana de 1898, William Randolph Hearst, magnate de la comunicación estadounidense, ordenó a uno de sus corresponsales en La Habana que permaneciera allí, y él mismo le mandaría una guerra que cubrir. También podemos observar multitud de páginas web que se dedican exclusivamente a mostrar vídeos de guerra y documentales que nos ayudan a comprender la historia de una manera más rápida.

## Las consecuencias de la guerra de Vietnam
El gran cambio en la forma de contar los conflictos se produjo como consecuencia de la guerra de Vietnam (1958-1975). Hay que tener en cuenta que desde finales de los sesenta hasta 1972 el promedio de bajas era de 100 muertos por día. En este conflicto el Gobierno de los Estados Unidos dio permiso a un gran número de prensa libre para acceder al campo de batalla. La televisión, hasta entonces ausente, permitió que las historias contadas en la prensa o la correspondencia resultaran creíbles. Se veían imágenes a cuenta gotas, pero creíbles (de 1965 a 1975 las grandes cadenas de TV de USA solo dedicaron el 3 % de su tiempo a la guerra).
Por vez primera, se permitió la presencia de corresponsales integrados dentro de las unidades para realizar su trabajo. Sin embargo, estos periodistas no tenían que someterse a ningún tipo de normas que pudiesen restringir su actividad profesional. Así, en muchas ocasiones, no solo fueron trasladados con medios militares a los lugares donde deseaban trabajar, sino que tuvieron que ser protegidos de manera directa para que pudiesen alcanzar sus objetivos informativos.
En 1968, tras la ocupación de Saigón por parte del Viet Minh, los espectadores estadounidenses presenciaron desde sus casas la evacuación de sus embajadas. Estaban viendo el horror de la guerra, el dolor humano. Pero también la incapacidad de su país para ganar la guerra. Por otro lado, algunos periodistas mostraron también el abandono de algunos militares a la droga y la corrupción, así como los crímenes contra la humanidad del propio ejército estadounidense (que se suponía que lideraba al mundo libre en la lucha contra el comunismo). Probablemente las imágenes que mejor reflejan esto sean la fotografía de la niña desnuda huyendo de los bombardeos de napalm y el vídeo del oficial survietnamita (proestadounidense) ejecutando de un tiro en la cabeza a un guerrillero.
Esto hizo reflexionar al país y a sus líderes de pensamiento (think - tanks). Se elaboraron los primeros estudios sobre cuál era el número de muertos que podía soportar la opinión pública. Las potencias occidentales reflexionaron y llegaron a la conclusión de que los partes oficiales de guerra no pueden contradecir el espectáculo televisivo. Surge por tanto el llamado «frente mediático» de la guerra. Así, si un gobierno quiere continuar con una guerra, debe asegurarse que sus ciudadanos perciban ésta como justa. Es ahí donde encaja la importancia creciente de los medios de comunicación.

## Laguerra de las Malvinasy el sistema de los pool
El primer conflicto en el que se puso a prueba las conclusiones sacadas a partir de Vietnam, fue la guerra de las Malvinas (1982). Tras la retoma de las islas, la Royal Navy británica envió a este perdido enclave a lo mejor de su flota. Pero además, dispuso un sistema de control de los periodistas. El Ministerio de Defensa del Reino Unido escogió a diecisiete periodistas, que serían transportados, alojados y atendidos en barcos militares. Además de confraternizar (y por tanto simpatizar) con los militares como consecuencia de la convivencia, los periodistas necesitaban de los medios tecnológicos de los navíos para enviar sus informaciones. Los periodistas aceptaron someter todas sus informaciones (que además eran escasas al estar enclavados lejos del frente y sus únicas fuentes eran los soldados) a la censura militar.
De esta manera se dio una imagen irreal de lo que fue la guerra de las Malvinas. Se ocultaron grandes derrotas y errores del almirantazgo británico, que, con el tiempo salieron a la luz tras la caída de la dictadura argentina. Este mecanismo recibiría posteriormente el nombre del «modelo Malvinas» o se conocería, simplemente, como pool.
Durante la guerra entre Irán e Irak (1980-1988) el Pentágono puso en marcha por primera vez el modelo de lo hecho por los británicos en las Malvinas. Grupos de periodistas se organizaron para acompañar a las naves de guerra estadounidenses que patrullaban en aguas del Golfo Pérsico. Las reglas a las que debían someterse eran muy rígidas y fueron el antecedente de similares experiencias en Granada, Panamá y en la guerra del Golfo de 1991. Entre ellas se puede destacar el carácter no competitivo de esta «asociación» de periodistas, en la que todo el material obtenido debía ser compartido y su obligación de someterse a las normas militares en todo momento, además de no poder transmitir ningún tipo de información fuera de los canales militares previamente establecidos. A partir de la Invasión de Granada, los EE. UU. establecieron un pool permanente: National Media Pool. Durante los días de la invasión de la pequeña isla del Caribe no hubo ni un solo periodista. El Pentágono prohibió su presencia con la excusa de que era peligroso. Esto causó el primer gran proceso de las networks estadounidenses (CBS y ABC) contra el Pentágono por incumplir la primera enmienda (el derecho a la información).
Desde 1975 hasta la actualidad resulta difícil encontrar una guerra en la que los periodistas hayan podido informar con libertad.

## Periodismo de guerra en elsigloXXI
El siglo XXI ha sido una época marcada por el boom de las imágenes de guerra en los medios. Durante los atentados del 11 de septiembre, la cadena CNN mantuvo «una programación especial sin precedentes de 141 horas de emisión ininterrumpida, casi seis días, sin publicidad ni programas habituales en la programación del canal».
Tras esto, comenzaron a difundirse videos de Osama Bin Laden en los medios. A pesar de que la Consejera de Seguridad Nacional de los EE. UU., Condoleezza Rice, dictó una orden de supresión sobre los medios estadounidenses para que no se presentaran imágenes del terrorista sin permiso previo de la Administración, continuaron apareciendo en los informativos.
La creciente proliferación de imágenes violentas en los medios parece responder a que la violencia vende. Como afirma el psiquiatra Luis Rojas Marcos, «desde los principios de la civilización en casi todas las culturas, el hombre ha sentido fascinación por los relatos y escenas de violencia».